# 初音ミクを題材にしたゲーム作品
初音ミクを題材にしたゲーム作品は、 クリプトン・フューチャー・メディアのバーチャルシンガーソフトウェア『初音ミク』のゲーム媒体における公式コンテンツ、あるいは出演作品の一覧記事である。
初音ミクのゲームはミク以外のピアプロキャラクターズ（鏡音リン・レン、巡音ルカ、MEIKO、KAITO）が登場しているケースが多い。そのため、本記事では他5体の出演情報も記載する。
この記事では、ゲーム作品を掲載しています。それ以外の情報については下記のページをご参照ください。
- 初音ミクのメディア展開（イベント - ゲーム - 書籍 - 音楽）
  - バリエーション（雪ミク - 桜ミク）
- ピアプロキャラクターズの関連コンテンツ
- プロジェクトセカイのメディア展開

## 主演ゲームソフト
公式コンテンツ。基本的にはミク以外のピアプロキャラクターズ5体も登場する。

### SEGA feat. HATSUNE MIKU Project
セガとクリプトン社のコラボレーションプロジェクトより展開されている作品群。
初音ミク -Project DIVA-シリーズ
- 初音ミク -Project Diva-（2009年7月2日、PSP）
- 初音ミク -Project DIVA- 2nd（2010年7月19日、PSP）
- 初音ミク -Project DIVA- Arcade（2010年6月23日、アーケード）
- 初音ミク -Project DIVA- ドリーミーシアター（2010年6月24日、PS3）
- 初音ミク -Project DIVA- ドリーミーシアター 2nd（2011年8月4日、PS3）
- 初音ミク -Project DIVA- extend（2011年11月10日、PSP）
- 初音ミク -Project DIVA- f（2012年8月30日、PS Vita）
- 初音ミク -Project DIVA- ドリーミーシアター extend（2012年9月13日、PS3）
- 初音ミク -Project DIVA- F（2013年3月7日、PS3）
- 初音ミク -Project DIVA- Arcade Future Tone（2013年11月21日、アーケード）
- 初音ミク -Project DIVA- F 2nd（2014年3月27日、PS3・PS Vita）
- 初音ミク -Project DIVA X-（2016年3月24日、PS Vita）
- 初音ミク Project DIVA Future Tone（2016年6月23日、PS4）
- 初音ミク -Project DIVA X HD-（2016年8月25日、PS4）
- 初音ミク Project DIVA Future Tone DX（2017年11月22日、PS4）
- 初音ミク Project DIVA MEGA 39's（2020年2月13日、Switch）
- 初音ミク Project DIVA MEGA 39's+ (2022年5月27日、Steam)

初音ミク Project miraiシリーズ
- 初音ミク and Future Stars Project mirai（2012年3月8日、3DS）
- 初音ミク Project mirai 2（2013年11月28日、3DS）
- 初音ミク Project mirai でらっくす（2015年5月28日、3DS）

ミクフリック（セガ）
iOS用アプリ。初音ミクのPVに合わせフリック入力で歌詞を入力するリズムゲーム。2012年3月9日に「ミクフリック」が発売、2012年8月10日に「ミクフリック／02」が発売された。2017年9月29日終了。
初音ミク ライブステージ プロデューサー（セガ）
ライブハウスのプロデューサーとして初音ミクを育成するスマートフォン向けのシミュレーションゲーム。2012年11月22日にAndroid版が、2012年12月6日にiOS版が配信された。2015年3月サービス終了。
初音ミク VRフューチャーライブ（セガゲームス）
PlayStation VR対応ソフト。ミクのライブをVRで鑑賞できる。
プロジェクトセカイ カラフルステージ! feat. 初音ミク（セガ、Colorful Palette）
スマートフォン用ゲーム。通称：プロセカ。2020年9月30日配信開始された。リズム&アドベンチャーゲーム。

### クリプトン系
ミクの権利元であるクリプトン社のモバイル・コンテンツチームによる作品群。
初音ミク ボカロ×ライブ!（クリプトン）
プロデューサーとして初音ミクをはじめとするバーチャルシンガー達を育成する携帯電話向けの育成型シミュレーションゲーム。Mobageで2010年5月20日より、GREEで同年8月10日より提供されている。現在はサービス終了。
初音ミク ぐらふぃコレクション（クリプトン）
携帯電話向けのカード育成型シミュレーションゲーム。Mobageで2012年2月20日より提供されている。mixiで2013年3月11日より提供されている。現在はサービス終了。
初音ミク ぐらふぃコレクション　なぞの音楽すい星（クリプトン）
スマートフォン用のカード育成型ロールプレイングゲーム。2014年10月28日にAndroid版が、2014年10月30日にiOS版が配信された。2020年6月30日終了。
初音ミク VR（クリプトン、Degica）
クリプトン社が開発したVR対応ソフト。2018年3月9日にSteam版が、2019年12月5日にPlayStation VR版が配信された。
初音ミク ロジックペイント -ミクロジ-（クリプトン）
スマートフォン用ゲーム。2020年3月6日発売。パズルをクリアすることでイラストが鑑賞できる。
初音ミク -TAP WONDER-（エイチーム、クリプトン・フューチャー・メディア）
スマートフォン用ゲーム。通称：ミクたぷ。2020年6月25日に配信開始された。タップ＆LIVEゲーム。
初音ミク みんなで大富豪（クリプトン・フューチャー・メディア）
スマートフォン用ゲーム。2021年6月24日に配信開始された。トランプゲーム「大富豪」になっていて、Bluetooth通信による対戦も可能。
初音ミク いっしょに！ジグソーパズル（クリプトン・フューチャー・メディア）
コンシューマーゲーム用のダウンロード専用ソフト。2022年3月24日にNintendo Switch™版、2022年6月24日にXboxおよびPC版が発売。ピアプロキャラクターズのイラストを使用したジグソーパズルゲーム。
初音ミク 不思議なホシと願いのかけら（クリプトン）
2023年6月8日よりNintendo Switchで発売されたゲームソフト。2024年4月22日よりSteam版、Xbox版が発売。

### その他
Miku Miku Hockey （ソニー・コンピュータエンタテインメント）
2013年9月10日にPlayStation Plusで限定配信されたPlayStation Vita用ソフト。ARマーカーを使用して初音ミクと対戦するホッケーゲーム。2014年02月13日にはバージョンアップ版となるMiku Miku Hockey 2.0が通常配信された。
ピアプロキャラクターズ×たまごっち 初音ミクっち（バンダイ）
2023年3月に発売されたプレミアムバンダイ限定商品。ポケットゲーム「たまごっちnano」とのコラボ商品で、「キュートミクver.」と「サイバーミクver.」の2種類が発売。
ミクに音符を与えたりミニゲームをプレイすることにより「初音ミク マジカルミライ」の歴代衣装をまとった姿に変身する。鏡音リン、鏡音レン、巡音ルカ、MEIKO、KAITOも登場する。
Fit Boxing feat. 初音ミク -ミクといっしょにエクササイズ-（イマジニア）
2024年3月7日発売のNintendo Switch用ソフト。エクササイズソフト『Fit Boxing』シリーズとのコラボレーション作品。ミク、リン・レン、ルカがパートナーとして登場。

## コラボ出演

### 2000年代
まいにちいっしょ/週刊トロ・ステーション（ソニー・コンピュータエンタテインメント）
対象：初音ミク、鏡音リン・レン、他
PlayStation 3ソフト『まいにちいっしょ』で配信されている情報番組トロ・ステーションの第373回（2007年11月16日）にデフォルメキャラクターの「はちゅねミク」がゲスト出演し、歌声も披露した。また、この登場からちょうど1年後「まいにちいっしょ2周年企画 トロステ24時間マラソン」の第15区（2008年11月16日配信）に鏡音リン・レンとともにゲスト出演した。この回では通常の大きい姿で出演したが、はちゅねみくも登場している。
釣りパラダイス!（SEモバイル・アンド・オンライン）
対象：初音ミク、鏡音リン、他
オンラインゲーム。2007年12月21日から2008年1月25日までの間、「釣りパラダイスfeat初音ミクキャンペーン」と銘打ちゲーム中に初音ミクが歌うテーマソングを流したり、ゲーム中に使用できる初音ミクコスチューム、ねぎ釣り竿などの配布が行われた。また、鏡音リンも参加している。
ゲムトモ（Razest）
対象：初音ミク、巡音ルカ
2008年3月に期間限定で初音ミクのアバターの配信、クリプトンの運営する携帯電話用サイト「まぜてよ★生ボイス」へ初音ミクを題材にしたモバイルゲームの提供が行われた。2009年4月には期間限定で初音ミクと巡音ルカの登場するモバイルゲームの提供が行われている。
スカッとゴルフ パンヤ（GMOゲームポット）
対象：初音ミク、鏡音リン・レン、雪ミク
2008年5月に期間限定アイテムとして初音ミクのコスチュームが販売され、ガチャっとポンタ（有料くじ引き）のレア景品としてネギクラブセットが実装された。2009年6月にも同じ衣装が再発売され、また、同年7月には韓国版でも初音ミクの衣装が販売された。2011年11月には、アペンド衣装と雪ミクの衣装が販売され、Webガチャのレア景品として冷凍ネギクラブセットが実装された。2014年には雪ミク2014がルーシア向けに実装され、後に雪ミク2012もクー向けに実装された。
13歳のハローワークDS（デジタルワークスエンターテインメント）
対象：初音ミク
初音ミクコンシューマソフト初出演となる、2008年5月29日に発売されたニンテンドーDS用ゲームソフト。ミュージシャンとして登場し、主人公の加藤ミク（初音ミクとは同名だが関連はない）の職業体験を案内する。
バーチャファイター5 R（セガ）
対象：初音ミク、鏡音リン・レン
2008年7月から稼動したアーケード用格闘ゲーム。キャラクターに装着できるカスタマイズアイテムの1つとしてミク、リン&レンのぬいぐるみ（ねんどろいどと同一デザイン）が追加された。アイテムを装着したキャラクターが相手に勝ったり負けたりすると、状況にあった音声が流れる。
ファンタシースターZERO（セガ）
対象：初音ミク
2008年12月発売のニンテンドーDS用ゲームソフト。特典アイテムに「Project DIVA」のコラボで「みっくみくのネギ」が登場。
ころがしパズル塊魂（バンダイナムコゲームス）
2009年3月25日に配信開始のニンテンドーDSiウェアころがしパズル塊魂のテーマ曲（ステキソング）として初音ミクによる楽曲「愛のカタマリー」を使用。
トキメキファンタジー ラテール（GMOゲームポット）
対象：初音ミク、鏡音リン・レン、巡音ルカ、雪ミク
2009年11月に期間限定アイテムとして初音ミクのコスチュームが販売され、ねんどろいど ぷちの初音ミク、鏡音リン・レン、巡音ルカが実装された。2011年3月にもコスチュームの販売が行われた。後に雪ミクも実装。
ファンタシースターポータブル2、同インフィニティ（セガ）
対象：ピアプロキャラクターズ全員
2009年12月3日発売のPlayStation Portable用ゲームソフト。
テイルズ オブ グレイセス、同エフ（バンダイナムコゲームス）
対象：初音ミク
2009年12月10日発売の任天堂Wii（無印）、SCE PlayStation 3（エフ）用RPGソフト。ヒロインキャラクターのソフィ用のダウンロードコンテンツとして初音ミクの衣装が400Wiiポイントで配信される。
らき☆すた ネットアイドル・マイスター（角川書店）
対象：初音ミク
2009年12月23日発売。初音ミクが登場するシーンがあるほか、OVAで登場した初音ミクのコスチュームをまとった柊かがみ（商品名：ミックミクかがみ）が登場する場面がある。また、初回限定版特典の1つに「“泉こなた×初音ミク”ネットアイドル・コラボTシャツ」が含まれている。

### 2010年代

#### 2010年 - 2014年
ミュージックガンガン! / ミュージックガンガン!2（タイトー）
対象：初音ミク
2010年4月26日稼動のバージョンアップ版「ミュージックガンガン!曲がいっぱい☆超増加版!」でゲストキャラクターとして登場し、ユーザーから募集した楽曲とロード画面のイラストが収録される。また、続編である「ミュージックガンガン!2」にも初音ミクが登場している。
R-TUNED：Ultimate Street Racing（セガ）
対象：初音ミク
ゲームを進めると初音ミクのキャラバイナルが登場する。初音ミクが描かれている車はマツダ・RX-7（FD3S)、トヨタ・セリカ、ホンダ・S2000、スバル・インプレッサ、三菱・エクリプス。
太鼓の達人DS ドロロン!ヨーカイ大決戦!!
対象：ピアプロキャラクターズ全員
2010年7月1日に発売された同作に「メルト feat.初音ミク」が収録され、踊り手としてピアプロキャラクターズ6名が登場する。
TinierMe / アットゲームズ（ジークレスト）
対象：ピアプロキャラクターズ全員
セルフィ（動くアバター）のアイテムが登場するほかスペシャルステージで楽曲を配信するライブイベントを開催。TinierMeで2010年7月20日より実施され、後にTinierMeの日本語版であるアットゲームズでもコラボが行われた。また、KarenTのジャケットを集めるイベントが開催。第2弾以降は-Music Festa-と題し、PVに登場する衣装が販売された。
ai sp@ce（ドワンゴ）
対象：初音ミク
2010年9月7日よりアイテムを集めることで初音ミクのコスプレ衣装との交換が可能なキャンペーンが開催された。
電脳戦機バーチャロンシリーズ（セガ）
対象：初音ミク
『月刊ニュータイプ』2011年2月号の誌上で、同作に登場するフェイ-イェンを初音ミク風にアレンジしたイラスト「フェイ-イェンHD」が登場。『初音ミク -Project DIVA- extend』ではコラボモジュールの一つ「フェイ-イェン スタイル」でフェイ-イェン風のコスチュームを初音ミクが着ることになる。フェイ・イェンHDは2013年3月14日発売のゲーム『スーパーロボット大戦UX』にも登場している。
太鼓の達人ぽ〜たぶるDX（バンダイナムコゲームス）
対象：ピアプロキャラクターズ全員
2011年7月14日発売。セガとのコラボとして「初音ミク -Project DIVA-2nd」に収録されている「初音ミクの激唱」を収録。背景に初音ミクが登場するほか、和田どん・和田かつの初音ミク衣装も収録する。
アルテイル バトルRPG、アルテイルネット（GMOゲームポット）
対象：初音ミク
アルテイル バトルRPGでは2011年9月26日から「初音ミク」コラボキャンペーンが開始され、全3弾まで行われた。アルテイルネットでは2011年10月17日から「初音ミク」コラボキャンペーンが開始され、全7弾まで行われた。いずれも著名イラストレーターが「初音ミク」を描き下ろしているが各ゲーム・コミュニティサイトで使用されるイラストはほぼ同じものである。
THE IDOLM@STER 2（バンダイナムコゲームス）※PS3版
対象：初音ミク
発売と同時に配信された2011年10月27日のDLCでアイドルマスターのキャラクターが着ることの出来る初音ミクの衣装と、ステージシーンで歌って踊る初音ミク本人を登場させることができる。協力としてセガと「初音ミク -Project DIVA-」がクレジットされている。
2012年2月1日にはDLC「ミクアペンド」が配信され、同様にアイドルマスターのキャラクターと初音ミクが着ることのできる衣装と、「メルト」を歌って踊るステージシーンの閲覧が可能となる。
セブンスドラゴン2020（セガ）
対象：初音ミク
2011年11月23日発売。三輪士郎がデザインした「初音ミク2020」が謎の歌姫としてゲーム中に登場する。主題歌「SeventH-HeaveN」を初音ミク2020が歌うほか、ゲーム中のBGMの初音ミク2020が歌うバージョンも用意されている。
Ameba Pico Virtual World（サイバーエージェント）
対象：初音ミク、鏡音リン・レン、巡音ルカ
2011年11月24日より2012年1月26日まで「初音ミク」コラボレーションが開催。バーチャルシンガーのキャラクターに仮装できるバーチャル上のアイテムが入手できる「初音ミクガチャ」、設ステージにキャラクターが現れるイベントが行われるほか、ポイント交換によるアイテム「初音ミクうちわ」なども配布。
ファンタシースターオンライン2（セガ）
対象：ピアプロキャラクターズ全員、ミクダヨー
2012年4月10日のアップデート後よりコラボアイテムとして初音ミクの髪形と衣装、ミクダヨーのマグが登場。以降も、『初音ミク -Project DIVA-』とのコラボとして2014年7月16日には他のピアプロキャラクターズのコラボアイテムを加えたスクラッチ、2014年7月23日にはゲーム内の「アークス・ロビー」で主題歌「Living Universe」を巡音ルカと共に歌って踊るスペシャルコラボライブが開催。2020年11月25日には過去のコラボアイテムの再販と前回未実装だった他のクリプトンのVOCALOIDキャラのコラボアイテムのスクラッチが販売。
龍が如く5 夢、叶えし者（セガ）
対象：初音ミク
2012年12月6日発売。月見野で、「Project mirai」の初音ミクの雪像が登場。また、ゲームセンターではUFOキャッチャーで初音ミクのフィギュアをゲットできたり、澤村遥が初音ミクのコスプレをしてダンスバトルを仕掛けてくる。
マビノギ(ネクソン)
対象：ピアプロキャラクターズ全員
2013年1月17日より2月14日までコラボを実施し、初音ミク、KAITO、鏡音リン・レンのイベントやアイテムの販売などを実施。以降も、『初音ミク -Project DIVA-』とのコラボとして2014年7月16日には他のピアプロキャラクターズのコラボアイテムを加えたスクラッチ、2014年7月23日にはゲーム内の「アークス・ロビー」で主題歌「Living Universe」を巡音ルカと共に歌って踊るスペシャルコラボライブが開催。2020年11月19日には過去のコラボアイテムの再販と前回未実装だった他のピアプロキャラクターズのコラボアイテムのスクラッチが販売。
スーパーロボット大戦UX（バンダイナムコゲームス）
対象：初音ミク
2013年3月14日発売。電脳戦機バーチャロンのフェイ・イェンとコラボした機体「フェイ・イェンHD」が登場する。また「？？？」名義でフェイの心の中にも登場。
モンスターハンター フロンティア オンライン（カプコン）
対象：初音ミク、雪ミク、ユキネ（ダブル10周年企画ではピアプロキャラクターズ全員）
2013年4月17日発売開始。キーボードを模した狩猟笛とメガホンを模したハンマー及び初音ミクの衣装の防具のセット。なお、男性ハンター用の防具も用意されているが、女性用のものとほぼ同じデザイン(ツインテールの髪型及びノースリーブの上着にミニスカート)である。後のMHF-Zでは雪ミクとユキネを模した防具・武器も追加されている。
2017年に「ダブル10周年コラボ」が展開された。
狩りとも（GMOゲームポット）
対象：初音ミク、鏡音リン・レン、巡音ルカ
コラボイベントが催され、2013年6月27日にミク、リン、レン、ルカのユニットをGETできるガチャが登場し、7月31日まで利用可能だった。
攻城戦記◆バハムートグリード(コアエッジ)
対象：ピアプロキャラクターズ全員
2013年9月19日より9月22日までコラボイベント「囚われし歌姫たち～1～」、10月7日より10月14日まで「囚われし歌姫たち～2～」が開催されカードが配布された。
三国志パズル大戦（Cygames）
対象：初音ミク、鏡音リン・レン、巡音ルカ、雪ミク
ネイティブアプリ『三国志パズル大戦』で2013年12月16日～29日にかけてコラボレーションを実施。ゲーム進行中に『三国志パズル大戦』のキャラクター衣装に身を包んだミク、リン、レン、ルカが登場。ミクは三国志の世界に舞い降りた可憐な仙女という設定になっている。2014年2月3日～16日にかけて第2弾が実地され「雪ミク」も登場致した。
Paperman（GMOゲームポット）
2014年1月から開始され、初音ミク、鏡音リン・レン、巡音ルカ、KAITO、MEIKO V3、雪ミク2014の各衣装と武器が実装された。
神撃のバハムート（Cygames）
対象：初音ミク
2014年1月からコラボキャンペーンが開始され、初音ミクのカードが配信された（カードはオリジナル楽曲を視聴可能）。
ファンタジーアース ゼロ（GMOゲームポット）
対象：ピアプロキャラクターズ全員
2014年5月23日から開始され6月23日の定期メンテナンス開始まで、ピアプロキャラクターズ6体をモチーフとした衣装（防具やアクセサリー）が登場。コラボ期間中、ゲーム内でミクがデザインされたチャットエモーションに変更することができた。
ディバインゲート（ガンホー・オンライン・エンターテイメント）
対象：ピアプロキャラクターズ全員、雪ミク
2014年6月24日から7月6日にかけてコラボレーションしたイベントエリアが4回あり、『ディバインゲート』のお馴染みのユニットがバーチャル・シンガーに扮した姿で各ダンジョンに登場する。初音ミクとしてはコラボスクラッチのユニットとして配布される。探索シーンとボス戦それぞれのBGMが、初音ミクが歌うオリジナル楽曲になっている。初音ミクとしてはコラボスクラッチのユニットとして配布される。また、「初音ミクコラボ」の各イベントエリアの初級クエストクリア時にそれぞれ1体もれなく「はちゅねミク」が貰えた。2また、2014年7月11日から7月14日まで「初音ミク」コラボレーション企画のイベントエリアに、降臨ダンジョン「初音ミクエリアV」が登場する。2015年・2016年にはSNOW MIKUコラボで各年の雪ミクが登場。ディバインゲート零でも2017年にコラボした。
ポケットランド（ジークレスト）
対象：ピアプロキャラクターズ全員。雪ミク
2014年6月24日よりコラボ企画が開始された。その後も度々コラボしている。
メイプルストーリー（ネクソン）
対象：ピアプロキャラクターズ全員
2014年8月27日から2014年9月24日までタイアップ企画が展開された。
ブレイブ フロンティア（エイリム）
対象：ピアプロキャラクターズ全員
2014年10月9日から10月23日まで、まずミク及びルカとのコラボを実施した。その後、他の4体の新要素を含んだ復刻コラボが行われている。
ぼくのレストラン3（Enish）
対象：ピアプロキャラクターズ全員
2014年10月15日から11月14日までコラボを実施した。
ガルショ☆（Enish）
対象：初音ミク、鏡音リン・レン、KAITO、巡音ルカ
2014年10月16日から11月16日までコラボを実施した。
ぼくのレストランII（Enish）
2014年10月29日から11月29日までコラボを実施した。
ウチの姫さまがいちばんカワイイ（サイバーエージェント）
対象：初音ミク、鏡音リン、巡音ルカ、MEIKO
2014年11月18日から12月8日までコラボを実施した。新要素を含んだ復刻コラボも行った。
チャリ走DX2 ギャラクシー（スパイシーソフト）
対象：初音ミク
アプリ版で2014年12月8日から2015年1月5日まで『初音ミクぐらふぃコレクション　なぞの音楽すい星』とのコラボを実施した。

#### 2015年 - 2019年
チャリ走DX3 タイムライダー（スパイシーソフト）
対象：初音ミク
2015年1月7日より初音ミクとのコラボステージやサウンドなどが配信された。
料理の鉄人～新たな挑戦者達～（Enish）
対象：初音ミク
2015年2月12日から3月12日までコラボキャンペーンを実施した。
プラチナ☆ガール（Enish）
対象：初音ミク、鏡音リン・レン
2015年2月21日から3月21日までコラボキャンペーンを実施した。
ケリ姫スイーツ（ガンホー・オンライン・エンターテイメント）
対象：ピアプロキャラクターズ全員、雪ミク
2015年4月30日から2015年5月15日までピアプロキャラクターズ6体がスロットに登場（オリジナル曲あり）。2016年にはSNOW MIKU 2016とコラボし、2月8日から2月19日まで「雪ミクSnow Owl Ver.」と「ラビット・ユキネ」、新ステージ＆新アイテムが登場。また、同年8月29日から9月12日まで「マジカルミライ 2016」開催記念コラボを実施。翌年にも「SNOW MIKU 2017」、「マジカルミライ2017」とコラボした。以後も雪ミク、マジカルミライと度々コラボしている。
ペルソナ4 ダンシング・オールナイト（アトラス）
対象：初音ミク
2015年8月27日より副島成記デザインの初音ミクが歌って踊る「Heaven feat.Hatsune Miku（ATOLS Remix）」が配信された。本楽曲は『P4』本編のダンジョンで流れた曲「Heaven」をATOLSがリミックスしたもの。
グルーヴコースターシリーズ（タイトー）
対象：初音ミク
AC版の『2 HEAVENLY FESTIVAL』において2015年7月27日から8月9日まで初音ミクの課題曲が配信。クリア状況により初音ミクをモチーフとした称号などが入手できた。以降もスマホ版を含めてコラボが実施されている。『3EX DREAM PARTY』ではイベント報酬として初音ミクをナビゲーターにセットできるようになった。
乖離性ミリオンアーサー（スクウェア・エニックス）
対象：ピアプロキャラクターズ全員、雪ミク
2015年8月31日から9月30日までコラボを実施し、マジカルミライ2015衣装とゲームオリジナル衣装を実装。2016年にはSNOW MIKU 2016とマジカルミライ2016、2017年にはSNOW MIKU 2017とコラボした。
クイズRPG 魔法使いと黒猫のウィズ（コロプラ）
対象：ピアプロキャラクターズ全員
2015年10月30日から11月30日までコラボを実施。イベントクエストでは、DECO*27とMitchie Mによる書き下ろし楽曲がBGMとして流れた。ユーザーの要望がつのり、第2弾が2017年3月10日から4月9日まで行われた。
アイカツ!（バンダイ）
対象：初音ミク
2015年10月稼働開始の「2016シーズン」とタイアップし、同年11月26日よりミクのインカムが手に入るカードの無料配布、期間限定ステージやコラボドレスカード、コラボマイキャラパーツのリリースを行うほか、2016年1・2月開催のプロジェクションマッピングとホログラムによるライブイベント「アイカツ! LIVE☆イリュージョン 3大ドリームマッチ♪」にもゲスト出演する。
クラッシュフィーバー（ワンダープラネット）
対象：ピアプロキャラクターズ全員、雪ミク
2016年1月29日から2月12日までコラボを実施した。tilt-sixによる書き下ろしのBGMがコラボ内容に含まれた。以降も年1回、コラボしていて2021年時点で6度目になる。
スクールガールストライカーズ（スクウェア・エニックス）
対象：初音ミク、鏡音リン・レン、巡音ルカ、雪ミク、ユキネ
2016年1月29日から2月18日までコラボを実施した。
デジタルバッティング スラッガーズ（KEN DREAM WORKS）
対象：雪ミク
2016年2月1日より札幌にあるデジタルバッティング スラッガーズで雪ミクがピッチャーとして登場した。フルカラーLEDで描かれる“SNOWミク”のモーションに合わせ、最高130キロの剛速球が飛び出す。
消滅都市 / 消滅都市2（Wright Flyer Studios）
対象：ピアプロキャラクターズ全員、雪ミク
2016年2月10日から2月24日までコラボを実施。同年には第2弾として「マジカルミライ 2016開催記念特別クエスト サンキューミュージック!」を配信。大型アップデートされた『消滅都市2』では、コラボイベント第3弾として「SNOW MIKU 2017」の開催を記念した特別クエスト「スターナイトスノウ」を配信。同年に『マジカルミライ 2017』開催記念コラボイベントを実施し、コラボステージ「MIKU Galaxy Tour」が登場（BGM『Prism Heart / samfree feat. 初音ミク』『MagicalMikuxer / Alpaca/左手 feat.初音ミク』）
デッド オア アライブ エクストリーム3（コーエーテクモゲームス）
対象：初音ミク
2016年3月25日から『初音ミク -Project DIVA-』とのコラボグラビア壁紙が、2016年5月12日から同コラボのPS4/PS Vita向けテーマが配信。 コンシューマーゲームであるが、ゲーム内の配信ではなくオンラインサービスへの提供である。
フィギュアヘッズ（スクウェア・エニックス）
対象：初音ミク
2016年8月25日から10月20日までコラボを実施した。内容の一つとしてオリジナルソング「figure.」（作詞・作曲：sasakure.UK）もゲーム内で提供された。
ユニゾンリーグ（エイチーム）
対象：ピアプロキャラクターズ全員、桜ミク
2016年9月7日から9月21日までマジカルミライ2016のコラボを実施。第二弾では桜ミクが実装された。以後も「初音ミク -TAP WONDER-」、「HATSUNE MIKU EXPO（2018、2021）」でコラボが実施されている。
タワー オブ プリンセス（フィールズ）
対象：ピアプロキャラクターズ全員
2016年9月8日から9月29日までコラボを実施した。
ステーションメモリーズ!（モバイルファクトリー）
対象：ピアプロキャラクターズ全員、雪ミク
2016年12月12日から2017年1月10日までコラボを実施。また、2017年2月3日から2月28日まで「SNOW MIKU 2017」開催記念コラボを、同年9月1日から9月4日まで「マジカルミライ 2017」開催記念コラボを実施。「マジカルミライ 2021」とのコラボで、イベント開催期間に合わせ2021年10月22日から11月7日まで一部復刻のあるコラボを実施し、ブラウザ版の『駅メモ! Our Rails』でも同内容を実施。
LINE レンジャー（LINE）
対象：初音ミク、鏡音リン、巡音ルカ、雪ミク、桜ミク
2017年2月1日から2月28日までコラボを実施した。
めがみめぐり（カプコン）
対象：初音ミク、鏡音リン、巡音ルカ
2017年3月1日より箕星太朗デザインの初音ミクコラボ衣装がダウンロードコンテンツとして配信された。
アルテイルクロニクル（コアエッジ）
対象：ピアプロキャラクターズ全員
2017年4月18日から5月30日までコラボを実施した。第2弾が2018年4月10日から5月8日まで。コラボクエストのBGMにはコラボオリジナル楽曲が使用され、第1弾では「瞬速☆最強理想論」（楽曲：tilt-six）、第2弾では「センセーションはおわらない！」（楽曲：キノシタ）が流れていた。
＃コンパス 戦闘摂理解析システム（NHN PlayArtとドワンゴ）
対象：初音ミク、鏡音リン・レン、雪ミク、桜ミク
2017年4月27日からコラボし、新ヒーローとして追加した。また、コラボレーションを記念し、ゲームのキャラクターVoidollのテーマソングの「ダンスロボットダンス」（ナユタン星人 作詞・作曲）という楽曲を使用したオリジナルTVCM「＃コンパス 東京疾走」編が放送された。新要素を含んだ復刻コラボも継続的に開催され、2022年までに第6弾が行われている。
ヴァルキリーコネクト（エイチーム）
対象：初音ミク、鏡音リン・レン、巡音ルカ
2017年5月25日から6月15日までコラボを実施した。イベントでは「初音ミク」仕様の演出として、 ゲーム内のBGMに「39」（作詞：DECO*27 作曲：sasakure.UK）を採用している。
白猫テニス（コロプラ）
対象：初音ミク
2017年8月16日から8月31日までコラボを実施した。
白猫プロジェクト（コロプラ）
対象：初音ミク
2017年8月31日から9月21日までコラボを実施した。また、本コラボを紹介するCMで、本作の主題歌「Stand Up！」（あさのますみ作詞・大川茂伸作曲および編曲・Mitchie Mアレンジ）を初音ミクが歌って踊った。
ゴシックは魔法乙女〜さっさと契約しなさい!〜（ケイブ）
対象：ピアプロキャラクターズ全員
2017年8月31日から9月28日までコラボを実施した。「オノマペット」の本ゲームアレンジverの楽曲が使用された。2018年に復刻コラボ。
アンジュ・ヴィエルジュ 〜ガールズバトル〜（セガゲームス）
対象：初音ミク、鏡音リン、巡音ルカ
2017年9月15日から10月4日までコラボを実施した。コラボのひとつのイベントストーリーでは本作の主題歌「Love is MY RAIL」（畑亜貴作詞・白戸佑輔作曲）の初音ミク歌唱バージョンが特別にBGMになっている。新規コラボが2018年5月8日から5月18日まで開催。
StraStella（ネクソン）
対象：初音ミク
2017年10月31日から11月28日までコラボを実施した。2017年に復刻されている。コラボの内の一つとして、一定条件達成で『StraStella』の主題歌「Shooting Star」などの楽曲をミクが歌って踊る、LIVE 映像コンテンツが提供された。
エレメンタルストーリー（Studio Z）
対象：初音ミク、鏡音リン・レン、巡音ルカ
2017年11月15日から12月1日までコラボを実施した。「初音ミクの消失」「白い雪のプリンセスは」「ストリーミングハート」の楽曲が使用された。
プリパラ
対象：初音ミク、雪ミク
2017年12月よりタイム5弾限定として「はつねミク」名義で登場し、コーデ（通常+雪ミク衣装）も実装。プリズムストーン（プリティーシリーズ公式施設）でのコラボグッズも販売。
デスティニーチャイルド（ステアーズ）
対象：初音ミク、雪ミク、ユキネ
2018年1月31日から2月21日までコラボレを実施した。コラボイベント用に「だよねだよね」（ESTi 作詞・作曲）という楽曲が書き下ろされた。翌年は雪ミクとコラボした。
ぷよぷよ!!クエスト（セガゲームス）
対象：ピアプロキャラクターズ全員、雪ミク
2018年3月9日から3月19日までコラボを実施した。「Packaged」「Tell Your World」「カラフル×メロディ」の楽曲が使用された他、ぷよぷよの楽曲「時空を超えて久しぶり！」が「時空を超えて久しぶり！feat.初音ミク」としてコラボ楽曲になって登場した。翌年は雪ミクとコラボした。
バンドリ! ガールズバンドパーティ!（ブシモ）
対象：初音ミク、鏡音リン・レン
2018年4月25日から放送の本作の実写CM「飯豊まりえ×初音ミク×みくみくにしてあげる♪【してやんよ】篇」に初音ミクが出演。同日から同CMで使用の「みくみくにしてあげる♪【してやんよ】」（Pastel*Palettesによるカバー）がゲーム内楽曲として登場した。
同年8月にはゲーム内コラボが行われ、カバー楽曲として「ロストワンの号哭」（Afterglow）、「エイリアンエイリアン」（ハロー、ハッピーワールド！）、「ロミオとシンデレラ」（Poppin'Party）が追加された。楽曲のジャケットイラストには楽曲のイメージに合わせてデザインされた新規衣装のキャラクターたちが描かれ、それに合わせた初音ミク（「エイリアンエイリアン」と「ロミオとシンデレラ」）と鏡音リン・レン（「ロストワンの号哭」）も描かれた。
神無月（MorningTec Japan）
対象：初音ミク、鏡音リン・レン
2018年5月9日から6月8日までコラボを実施した。
実況パワフルサッカー（コナミ）
対象：初音ミク
2018年6月12日から6月27日までコラボを実施した。コラボイベントではBGMが初音ミクの歌うオリジナル曲「未完成ファンタジスタ」（作詞・作曲：杉下トキヤ（Last Note.））が流れた。2019年にも新要素を含んだ復刻コラボも行われている。
アラド戦記（ネクソン）
対象：初音ミク、鏡音リン・レン、巡音ルカ
2018年6月20日から7月18日までコラボを実施した。コラボの一環として初音ミクの楽曲をBGMに変更できた。
グリモア〜私立グリモワール魔法学園〜（アプリボット）
対象：初音ミク、鏡音リン・レン、巡音ルカ
2018年6月25日から7月11日までコラボを実施した。コラボの一環として、ゲームの公式テーマソング「Chant de Vérité」（作編曲：伊藤翼・作詞：仰木日向）を40mPによるリミックスとして初音ミク使用で動画投稿サイトで配信された。
SOUL REVERSE ZERO（セガ・インタラクティブ）
対象：初音ミク、巡音ルカ、ミクダヨー
2018年7月24日から8月7日までコラボを実施した。
アストロアンドガールズ（AN GAMES）
対象：初音ミク
2018年8月1日から8月14日までコラボを実施した。コラボを記念して、コラボPV『ディア・ストレリチア』（作詞：原戸ヨウ、作曲・編曲：ALICECUBE）がYouTubeに投稿された。
ミラクルニキ（テンセント）
2018年8月8日から9月2日まで『初音ミク』らとのコラボレーションを実施した。
アヴァベルオンライン（アソビモ）
対象：ピアプロキャラクターズ全員
2018年8月22日から9月19日まで『初音ミク』らとのコラボレーションを実施した。
ぱすてるメモリーズ（フリュー）
対象：初音ミク、鏡音リン・レン、巡音ルカ
2018年10月6日から11月6日までコラボを実施した。コラボ中はコラボクエストで「千本桜」や「えれくとりっく・えんじぇぅ」が流れた。
オンゲキPLUS（セガ・インタラクティブ）
対象：初音ミク、鏡音リン・レン、巡音ルカ、セカイのミクたち
2019年2月7日から2月20日までコラボを実施した。後にプロジェクトセカイともコラボしている。
アルテイルNEO（コアエッジ）
対象：ピアプロキャラクターズ全員
2019年4月1日から4月26日までコラボを実施した。本コラボのために「REVENGE DOLL 39」（作詞・作曲：DIVELA）が書き下ろされ、LRの初音ミクがカードがフィールドに登場すると戦闘用BGMとして流れた。
Cytus II（Rayark）
対象：初音ミク
2019年5月31日から2020年5月31日までコラボを実施した。
OVERHIT（ネクソン）
対象：初音ミク
2019年8月1日から8月28日までコラボを実施した。コラボの一つとして「初音ミク～バーチャル世界の歌姫～」イベントステージのボス戦に書き下ろされたオリジナル楽曲が流れた。
永遠の七日（DeNA）
対象：初音ミク、鏡音リン・レン、巡音ルカ
2019年9月4日から9月18日までコラボを実施した。
神魔の塔（タワー・オブ・セイバーズ、Mad Head Limited）
対象：ピアプロキャラクターズ全員
台湾、香港、シンガポール、マレーシア、タイランド、マカオのみ実施。
第一弾は2019年9月9日から10月6日までコラボ、コラボ限定オリジナル曲「冀願唱頌」有り。
第二弾として2023年10月9日から11月5日までコラボを展開。新規オリジナル曲のMVも発表され、「イッツ・マジックチューン」、「宝石のマスカレード」、「Hunting Night」、「ミロンガ・パラ・エルマーナ」の4曲が提供された。
ビーナスイレブンびびっど!（アメージング）
対象：初音ミク、鏡音リン、巡音ルカ
2019年9月12日から9月30日までコラボを実施した。
禍つヴァールハイト（KLab）
対象：初音ミク、鏡音リン・レン、巡音ルカ
2019年10月31日から11月28日までコラボを実施した。本コラボ用にピアプロでゲーム内BGMなどとして使用される楽曲募集が行われ、「クロユリの粛清」「シナリオライター feat.鏡音リン&鏡音レン」「Smile (feat. 巡音ルカ)」が採用されている。

### 2020年代
にゃんこ大戦争（PONOS）
対象：ピアプロキャラクターズ全員、雪ミク、ユキネ、桜ミク
2020年3月9日から3月23日までコラボを実施した。新要素を含んだ復刻コラボも行われており、2021年に4度目が開催。
少女☆歌劇 レヴュースタァライト -Re LIVE-（エイチーム）
対象：初音ミク
2020年5月21日から28日までコラボを実施した。内容の一つとして、コラボ限定の課題にDECO*27が手がける楽曲「ヒバナ feat. 初音ミク」が提供。
メイプルストーリーM（ネクソン）
対象：初音ミク
2020年7月30日から8月13日までコラボを実施した。内容の一つとしてゲーム内でリズムゲームが登場し、「ネトゲ廃人シュプレヒコール」「僕とストラトキャスター」「Ievan Polkka」の3曲が提供された。
ラストピリオド -巡りあう螺旋の物語-（Happy Elements）
対象：ピアプロキャラクターズ全員
2020年11月2日から23日までコラボを実施した。
スペースチャンネル5 VR あらかた★ダンシングショー（グランディング）
対象：初音ミク
2020年7月27日よりオリジナルデザインの初音ミクが登場してプレイヤーとうららを含めた3人で踊れるステージや、うらら用の「スペース39版コスチューム」、ほかのキャラクターに着替えられる「着ぐるみ」などが収録された『スペース 39miku パック』というダウンロードコンテンツとして配信された。
トーラムオンライン（アソビモ）
対象：ピアプロキャラクターズ全員
2020年11月19日から2021年1月21日までコラボを実施した。その一環として、オリジナル楽曲3曲がゲーム内特設ステージにて披露された。また、イベント前編後編に実装されていた装備ガチャの全部入りとなるガチャも、2021年1月1日から2021年1月31日の期間に販売。
高能手办团（恺英网络）
対象：初音ミク
2021年3月2日から25日までコラボを実施した。フィギュアストーリーの中国語版で中国国内専用ゲーム。コラボのために米库喵が作詞・作曲したテーマ曲「Energy Say High!」が流れた。
グランドサマナーズ（グッドスマイルカンパニー）
対象：初音ミク、桜ミク（他5体の要素あり）
2021年3月9日から31日までコラボを実施した。
凹凸世界（ガイアモバイル）
対象：ピアプロキャラクターズ全員
2021年7月20日から8月10日までコラボを実施した。2022年1月にも復刻開催した。
ニンジャラ（ガンホー・オンライン・エンターテイメント）
対象：ピアプロキャラクターズ全員
2021年10月7日から11月8日までコラボを実施した。
ブルーアーカイブ -Blue Archive-（Yostar）
対象：初音ミク
2021年11月3日から17日までコラボを実施した。
フィギュアストーリー（Nuverse）
対象：初音ミク
2021年11月28日から12月25日までコラボを実施した。コラボレーションイベントを記念して、ゲームの登場人物をテーマに、作詞・作曲をオワタPが担当した「ミラクルエース!」、作詞・作曲をsasakure.UKが担当した「ディカダンス」が公開されている。高能手办团の日本版。
テトテ×コネクト（タイトー）
対象：初音ミク
2021年12月1日から2022年3月31日までコラボを実施した。楽曲やゲストパートナーとして等身大の「初音ミク」がゲームに登場するなどした。
LINE バブル2（LINE）
対象：ピアプロキャラクターズ全員
2022年2月15日から3月14日までコラボを実施した。
IDOLY PRIDE
対象：初音ミク、雪ミク
第一弾で初音ミク（2022年8月31日-）、第二弾で雪ミク2024（2024年1月29日-）が参戦。第一弾ではキャラクターと通常衣装に加えて書き下ろし曲「Magical Melody」と初音ミク「マジカルミライ」10th ANNIVERSARY衣装も追加され、「初音ミク×アイプラ コラボ記念！イラストコンテスト」も実施された。
あんさんぶるスターズ!
対象、初音ミク、鏡音リン・レン
2022年9月9日より、「あんスタ」のプロジェクト 『COVER SONG SERIES！』の一貫で、『Switch & 2wink with 初音ミク & 鏡音リン・レン』が登場するMV『Tell Your World』を配信。
Fall Guys
対象：初音ミク
2022年9月22日より「フォールガイズ×初音ミク」コラボイベント「Sound of the Future」が開催され、アイテムやオリジナル衣装「Blunderland Miku」のスキンを入手可能。
アリスフィクション
対象：初音ミク、雪ミク
2023年1月31日よりコラボ開始。マジカルミライ10th仕様のミクや雪ミクなどがゲーム内に登場。
ピュア二スタ
対象：初音ミク、鏡音リン・レン、巡音ルカ
2023年2月1日よりコラボが行われた。
陰陽師
対象：初音ミク、鏡音リン・レン、桜ミク
2024年3月より中国版で「初音ミク」コラボを実施。後に日本版でも実施。
シャドウバース
対象：初音ミク、鏡音リン・レン、巡音ルカ
2023年3月27日よりゲーム内に登場した。
LINEポコパン
対象：ピアプロキャラクターズ全員
2023年4月28日よりコラボ開始。
アリス・ギア・アイギス（コロプラ、ピラミッド）
対象：初音ミク
初音ミク16周年記念の一環として、2023年8月29日から9月19日までコラボイベントを実施。プレイアブルキャラクターとして初音ミクが登場した他、一部SNSや動画サイトでコラボダンス映像が公開された。
パズル&ドラゴンズ
対象：ピアプロキャラクターズ全員
2023年8月31日の初音ミクの16歳の誕生日を記念して「パズル＆ドラゴンズ」との初コラボを実施。クリプトン社のバーチャルシンガーから初音ミクと巡音ルカが登場。2024年2月19日よりコラボ第二弾が実施され鏡音リン・レン、MEIKO、KAITOも登場。
クリプト・オブ・ネクロダンサー
対象：初音ミク
2024年4月5日にネギを武器として携える初音ミクと楽曲全15曲書き下ろし2曲をDLCで配信。
ひみつのアイプリ ＆ アイプリバース
対象：初音ミク、雪ミク、桜ミク
2024年6月6日よりひみつのアイプリ、アイプリバース“2だん”で初音ミク及びそのコーデが登場する期間限定コラボがスタート。次に2025年に両コンテンツ“6だん”として2月26日以降に雪ミク、3月6日以降に桜ミク及びそれらのコーデも登場。
パンドランド
対象：ピアプロキャラクターズ全員
2024年8月30日から「マジカルミライ 2024」とのコラボでピアプロキャラクターズ6体とアイテムが登場（9月16日まで）。
スーパーモンキーボール バナナランブル
対象：初音ミク
2024年11月27日にゴジラと共にDLCとして配信
フェスティバトル
対象：ピアプロキャラクターズ全員
2024年11月29日からヒーローとして参戦（12月16日まで）。また、ゲーム内の配信機能「フェスCh」限定でのバーチャルライブ「初音ミク フェスティLIVE」が11月30日、12月4日、7日に開催された。
フォートナイト / フォートナイトFestival
対象：初音ミク
2025年1月14日(米国時間)よりFestivalのシーズン7のアイコンとして初音ミクのスキン、バックアクセサリー、エモート、ジャムトラックなどを追加するコンテンツが導入された。「世界最大級のバーチャル・ポップスター」と紹介されている。
同ゲームが過去に行ってきたコラボの中でも特に期待が大きく、X（旧ツイッター）上では配信前からこの話題に関する投稿が20万件以上も投稿されており、配信後もミクの熱烈なファンたちの反応は良好だった。
ジャムトラックでは、世界ツアー「MIKU EXPO 10th」コンテスト曲である「M@GICAL☆CURE! LOVE ♥ SHOT!」（ミクミクビームとして知られる）も追加された。
ロケットリーグ
対象：初音ミク

## アナログゲーム

### トレーディングカードゲーム
プレシャスメモリーズ
対象：ピアプロキャラクターズ全員
2013年3月9日（ミクの日）より参戦している。スターターデッキとブースターパックの第1弾がまず発売され、「Part.2」のスターターデッキとブースターパックが2013年8月31日、「Part.3」のブースターパックが2015年3月9日に発売。他にキャラスリーブ、カードカタログといった関連商品も発売された。
ヴァイスシュヴァルツ
対象：ピアプロキャラクターズ全員、セカイのミクたち
2013年3月9日よりブシロードのトレーディングカードゲームにコンピュータゲーム「初音ミク -Project DIVA -」が参戦している。「初音ミク -Project DIVA- f」のトライアルデッキがまず発売され、同ブースターパックが2013年3月30日、「初音ミク -Project DIVA- F 2nd」のブースターパックが2014年7月25日、「初音ミク -Project DIVA- X HD」のエクストラブースターが2017年12月1日に発売。「f」は後日、日本国内の公認大会では使用できないものの英語版も発売された。
「プロジェクトセカイ カラフルステージ! feat. 初音ミク」からも参戦している。
初音ミク x Magic:The Gathering Secret Lair
対象：ピアプロキャラクターズ全員、雪ミク
2024年5月13日よりマジック・ザ・ギャザリングのフルアートやコラボ等を想定したサブブランド「Secret Lair」において、「四季」をテーマとした4つのコラボ展開が行われ、第一弾「Secret Lair x Hatsune Miku: Sakura Superstar」から順次販売スタート。発表にあわせてManbo-P氏が作詞作曲を担当する楽曲「Harmonize」のMVを公開。

### リアル謎解きゲーム
初音ミク×謎解きゲーム supported by ナゾメイト マジカルミライクエスト
2014年8月22日から8月29日までナレッジシアター(グランフロント大阪 北館 Tower C 4階)にて受付、ナレッジキャピタル内で開催の周遊型リアル謎解きゲーム。初音ミク「マジカルミライ2014」OFFICIAL ALBUMのCD発売を記念して開催。ストーリーはない。
初音ミク×謎解きゲーム マジカルミライクエスト2017
2017年9月1日から9月3日まで幕張メッセ国際展示場1、2ホールで開催の周遊型リアル謎解きゲーム。「初音ミク『マジカルミライ 2017』」のイベントに合わせて開催。ストーリーはない。
マジカルミライクエスト 2019 ～Jump for ANSWER～
2019年8月9日から11日までインテックス大阪、8月30日から31日まで幕張メッセ 国際展示場で開催の周遊型リアル謎解きゲーム。「初音ミク『マジカルミライ 2019』」のイベントに合わせて開催。ストーリーはない。
SNOW MIKU 2020 × QLEAR QUEST 謎解きゲーム SNOW MIQUEST 2020 ～消えた楽器を探せ～
2020年2月8日から9日までさっぽろ雪まつりのエリア内で開催の周遊型リアル謎解きゲーム。「SNOW MIKU 2020」のイベントに合わせて開催。雪ミクと協力して消えてしまった楽器とラビット・ユキネ（雪ミクのペット）を探し出そうという設定。

### TRPG
初音ミクTRPG（著：冒険企画局、出版：KADOKAWA/富士見書房）
ゲームデザインは河嶋陶一朗が務めた。2017年8月に「初音ミクTRPG ココロダンジョン」、 2017年12月に「初音ミクTRPG ココロセッション feat.鏡音リン・レン」発売。